# 横浜市健康福祉総合センター
横浜市健康福祉総合センター（よこはましけんこうふくしそうごうセンター）は、神奈川県横浜市中区桜木町にある建築物である。

## 概要
桜木町駅前の国道16号と桜川新道の間、かつて横浜市電気局（現 横浜市交通局）桜木町車庫・神奈川県税事務所などがあった一角に1981年（昭和56年）に開館した。JR根岸線および横浜市営地下鉄ブルーライン桜木町駅からは、野毛ちかみちを介して接続している。
1階から3階にかけて横浜市救急医療センター、4・5階、7階の一部、8～10階に横浜市社会福祉センター、6階と7階一部に横浜市医師会が入居する。横浜市社会福祉センターは横浜市社会福祉協議会が指定管理者として運営にあたり、4階には306席（可動席含む）のホール、8・9階には貸会議室、10階には軽運動室やレストランがある。1・2階には夜間急病センターがあり、内科・小児科・眼科・耳鼻咽喉科の夜間診療を受け付けている。本ビル完成以前は、医師会館は紅葉橋近くに立地していた。